# Atletica leggera ai Giochi della XXIV Olimpiade - 800 metri piani maschili

Video della Finale

Video della Finale (telecronaca di Paolo Rosi)

Gli 800 metri piani hanno fatto parte del programma maschile di atletica leggera ai Giochi della XXIV Olimpiade. La competizione si è svolta nei giorni 23-26 settembre 1988 allo Stadio olimpico di Seul.

## Presenze ed assenze dei campioni in carica
| Competizione        | Atleta           | Prestazione | Seul 1988  |
| ------------------- | ---------------- | ----------- | ---------- |
| Olimpiadi 1984      | Joaquim Cruz     | 1'43”00     | Presente   |
| Commonwealth 1986   | Steve Cram       | 1'43”22     | Presente   |
| Goodwill Games 1986 | Johnny Gray      | 1'46”52     | Presente   |
| Europei 1986        | Sebastian Coe    | 1'44”50     | Non selez. |
| Asiatici 1986       | Kim Bok-joo      | 1'49”15     | Assente    |
| Panamericani 1987   | Johnny Gray      | 1'46”79     | Presente   |
| Africani 1987       | Billy Konchellah | 1'45”99     | Non selez. |
| Mondiali 1987       | Billy Konchellah | 1'43”06     | Assente    |

## La gara
Saïd Aouita, primatista mondiale dei 1500 e dei 5000, sfida i mezzofondisti sulle loro distanze preferite. L'"invasione di campo" scatena una reazione decisa da parte degli avversari, che si coalizzano contro di lui.

In avvio di finale avviene che un keniota, Kiprotich, ed un brasiliano, Barbosa si mettano a condurre la gara ad un ritmo indiavolato. Il passaggio ai 400 metri è in 49"54, da record del mondo. È un ritmo che taglia le gambe al marocchino, abituato a fare una corsa di rimonta. Sul rettilineo finale l'ultimo atto di una strategia che era stata concordata: dietro i battistrada spuntano un altro brasiliano, Cruz (il favorito) ed un altro keniota, Ereng, che lanciano la volata finale. Ereng esce di prepotenza superando Cruz e va a vincere. Il marocchino riesce soltanto ad inseguirli.

Giunge quinto il vincitore dei Trials USA, Johnny Gray, in 1'44"80.
Sabia in semifinale piazzava il sesto tempo di sempre nelle liste italiane.
Paul Ereng viene dai 400 metri e si è dedicato agli 800 solo dal presente anno. Alle selezioni keniote era arrivato terzo. Prima dei Giochi il suo personale era 1'44"82.

## Risultati

### Turni eliminatori
| 9 Batterie         | 23 settembre | 70 partenti su 77 iscritti | Si qualificano i primi 3 + i 5 migliori tempi. |
| 4 Quarti di finale | 24 settembre | 8 + 8 + 8 + 8              | Si qualificano i primi 4.                      |
| 2 Semifinali       | 25 settembre | 8 + 8                      | Si qualificano i primi 4.                      |
| Finale             | 26 settembre | 8 concorrenti              |                                                |

## Batteria
Venerdì 23 settembre 1988.

### 1ª Batteria
| Posizione | Corsia | Nome               | Nazionalità | Tempo   | Note |
| --------- | ------ | ------------------ | ----------- | ------- | ---- |
| 1         | -      | Faouzi Lahbi       | Marocco     | 1'47"82 | Q    |
| 2         | -      | Nixon Kiprotich    | Kenya       | 1'48"68 | Q    |
| 3         | -      | Ryszard Ostrowski  | Polonia     | 1'49"04 | Q    |
| 4         | -      | Moussa Fall        | Senegal     | 1'49"14 |      |
| 5         | -      | Spyros Spyrou      | Cipro       | 1'49"84 |      |
| 6         | -      | Porfirio Mendez    | Paraguay    | 1'50"72 |      |
| 7         | -      | Mansoor Al-Bulushi | Oman        | 1'51"03 |      |
| 8         | -      | Yesky Moli         | Ciad        | 1'57"97 |      |

### 2ª Batteria
| Posizione | Corsia | Nome            | Nazionalità               | Tempo   | Note |
| --------- | ------ | --------------- | ------------------------- | ------- | ---- |
| 1         | -      | Babacar Niang   | Senegal                   | 1'47"65 | Q    |
| 2         | -      | Steve Cram      | Gran Bretagna             | 1'47"77 | Q    |
| 3         | -      | Donato Sabia    | Italia                    | 1'47"84 | Q    |
| 4         | -      | Esmael Yousuf   | Qatar                     | 1'48"20 |      |
| 5         | -      | Tee-Keong Ryu   | Corea del Sud             | 1'48"61 |      |
| 6         | -      | Eversley Linley | Saint Vincent e Grenadine | 1'51"71 |      |
| 7         | -      | Lui Muavesi     | Figi                      | 1'54"48 |      |
| -         | -      | Hadi Alqahtani  | Arabia Saudita            | dq      |      |

### 3ª Batteria
| Posizione | Corsia | Nome               | Nazionalità   | Tempo   | Note |
| --------- | ------ | ------------------ | ------------- | ------- | ---- |
| 1         | -      | Johnny Gray        | Stati Uniti   | 1'48"83 | Q    |
| 2         | -      | Ari Suhonen        | Finlandia     | 1'48"90 | Q    |
| 3         | -      | Ibrahim Okash Omar | Somalia       | 1'48"97 | Q    |
| 4         | -      | Antonio Abrantes   | Portogallo    | 1'49"01 |      |
| 5         | -      | Mauricio Hernandez | Messico       | 1'49"03 |      |
| 6         | -      | Kenneth Dzekedzeke | Malawi        | 1'50"60 |      |
| 7         | -      | Kuang-Liang Lin    | Taipei cinese | 1'52"95 |      |

### 4ª Batteria
| Posizione | Corsia | Nome              | Nazionalità        | Tempo   | Note                          |
| --------- | ------ | ----------------- | ------------------ | ------- | ----------------------------- |
| 1         | -      | Vladimir Graudyn  | Unione Sovietica   | 1'48"90 | Q                             |
| 2         | -      | Pablo Squella     | Cile               | 1'48"99 | Q                             |
| 3         | -      | Álvaro Silva      | Portogallo         | 1'49"09 | Q                             |
| 4         | -      | Mark Everett      | Stati Uniti        | 1'49"86 |                               |
| 5         | -      | Michael Watson    | Bermuda            | 1'50"16 |                               |
| 6         | -      | Syed Meesaq Rizvi | Pakistan           | 1'51"58 |                               |
| 7         | -      | Manlio Molinari   | San Marino         | 1'52"35 |                               |
| 8         | -      | John D'Siguria    | Papua Nuova Guinea | 1'56"12 | Miglior prestazione personale |

### 5ª Batteria
| Posizione | Corsia | Nome                 | Nazionalità  | Tempo   | Note                          |
| --------- | ------ | -------------------- | ------------ | ------- | ----------------------------- |
| 1         | -      | Saïd Aouita          | Marocco      | 1'49"67 | Q                             |
| 2         | -      | Simon Hoogewerf      | Canada       | 1'49"76 | Q                             |
| 3         | -      | Cheikh H. T. Boye    | Senegal      | 1'49"89 | Q                             |
| 4         | -      | Tracy Baskin         | Stati Uniti  | 1'50"38 |                               |
| 5         | -      | Ado Maude            | Nigeria      | 1'50"48 |                               |
| 6         | -      | Eulucane Ndagijimana | Ruanda       | 1'52"08 |                               |
| 7         | -      | Maher Abbas          | Libano       | 1'53"76 |                               |
| 8         | -      | David Sawyer         | Sierra Leone | 1'57"88 | Miglior prestazione personale |

### 6ª Batteria
| Posizione | Corsia | Nome                    | Nazionalità    | Tempo   | Note  |
| --------- | ------ | ----------------------- | -------------- | ------- | ----- |
| 1         | -      | Peter Braun             | Germania Ovest | 1'47"32 | Q     |
| 2         | -      | Rob Druppers            | Paesi Bassi    | 1'47"48 | Q     |
| 3         | -      | Tonino Viali            | Italia         | 1'47"74 | Q     |
| 4         | -      | Kebapetse Gaseitsiwe    | Botswana       | 1'48"08 |       |
| 5         | -      | Agberto Guimarães       | Brasile        | 1'48"49 |       |
| 6         | -      | Fahmi Ahmed Abdul Wahab | Yemen del Nord | 1'55"24 | [ 1 ] |
| 7         | -      | Momodov Bello N'Jie     | Gambia         | 1'55"57 |       |
| 8         | -      | Nimely Twegbe           | Liberia        | 1'58"43 |       |

### 7ª Batteria
| Posizione | Corsia | Nome            | Nazionalità   | Tempo   | Note |
| --------- | ------ | --------------- | ------------- | ------- | ---- |
| 1         | -      | Peter Elliott   | Gran Bretagna | 1'46"83 | Q    |
| 2         | -      | Robin Van Elden | Paesi Bassi   | 1'46"99 | Q    |
| 3         | -      | Juma N'Diwa     | Kenya         | 1'47"11 | Q    |
| 4         | -      | Tomás de Teresa | Spagna        | 1'47"32 | q    |
| 5         | -      | Ahmed Belkessan | Algeria       | 1'47"96 |      |
| 6         | -      | Xiuquan Duan    | Cina          | 1'52"17 |      |
| -         | -      | Tommy Asinga    | Suriname      | dq      |      |
| -         | -      | Kazanga Makok   | Zaire         | dq      |      |

### 8ª Batteria
| Posizione | Corsia | Nome                    | Nazionalità | Tempo   | Note |
| --------- | ------ | ----------------------- | ----------- | ------- | ---- |
| 1         | -      | Paul Ereng              | Kenya       | 1'46"14 | Q    |
| 2         | -      | Jose Barbosa            | Brasile     | 1'46"32 | Q    |
| 3         | -      | Slobodan Popovic        | Jugoslavia  | 1'46"49 | Q    |
| 4         | -      | Coloman Trabado         | Spagna      | 1'46"76 | q    |
| 5         | -      | Paul Osland             | Canada      | 1'47"16 | q    |
| 6         | -      | Milzer Md Milzerhossain | Bangladesh  | 1'51"16 |      |
| 7         | -      | Josep Graelis           | Andorra     | 1'53"34 |      |

### 9ª Batteria
| Posizione | Corsia | Nome            | Nazionalità       | Tempo   | Note                          |
| --------- | ------ | --------------- | ----------------- | ------- | ----------------------------- |
| 1         | -      | Joaquim Cruz    | Brasile           | 1'47"16 | Q                             |
| 2         | -      | Tom McKean      | Gran Bretagna     | 1'47"24 | Q                             |
| 3         | -      | Melford Homela  | Zimbabwe          | 1'47"36 | , Q                           |
| 4         | -      | Réda Abdenouz   | Algeria           | 1'47"67 | , q                           |
| 5         | -      | Dale Jones      | Antigua e Barbuda | 1'49"31 | Miglior prestazione personale |
| 6         | -      | Joao N'Tyamba   | Angola            | 1'53"23 | Miglior prestazione personale |
| 7         | -      | Oslen Barr      | Guyana            | 1'55"95 |                               |
| 8         | -      | William Taramai | Isole Cook        | 1'59"80 |                               |

## Quarti di finale
Sabato 24 settembre 1988.

### 1º Quarto
| Posizione | Corsia | Nome              | Nazionalità      | Tempo   | Note |
| --------- | ------ | ----------------- | ---------------- | ------- | ---- |
| 1         | -      | Joaquim Cruz      | Brasile          | 1'46"10 | Q    |
| 2         | -      | Paul Ereng        | Kenya            | 1'46"38 | Q    |
| 3         | -      | Cheikh H. T. Boye | Senegal          | 1'46"62 | Q    |
| 4         | -      | Réda Abdenouz     | Algeria          | 1'46"97 | Q    |
| 5         | -      | Vladimir Graudyn  | Unione Sovietica | 1'47"07 |      |
| 6         | -      | Paul Osland       | Canada           | 1'48"02 |      |
| 7         | -      | Tonino Viali      | Italia           | 1'50"85 |      |
| -         | -      | Ari Suhonen       | Finlandia        | r       |      |

### 2º Quarto
| Posizione | Corsia | Nome               | Nazionalità   | Tempo   | Note |
| --------- | ------ | ------------------ | ------------- | ------- | ---- |
| 1         | -      | Johnny Gray        | Stati Uniti   | 1'45"96 | Q    |
| 2         | -      | Simon Hoogewerf    | Canada        | 1'45"99 | Q    |
| 3         | -      | Jose Barbosa       | Brasile       | 1'46"20 | Q    |
| 4         | -      | Ibrahim Okash Omar | Somalia       | 1'46"55 | q    |
| 5         | -      | Rob Druppers       | Paesi Bassi   | 1'46"91 |      |
| 6         | -      | Juma N'Diwa        | Kenya         | 1'47"27 |      |
| 7         | -      | Faouzi Lahbi       | Marocco       | 1'47"32 |      |
| -         | -      | Tom McKean         | Gran Bretagna | 1'46"40 | dq   |

### 3º Quarto
| Posizione | Corsia | Nome             | Nazionalità   | Tempo   | Note |
| --------- | ------ | ---------------- | ------------- | ------- | ---- |
| 1         | -      | Saïd Aouita      | Marocco       | 1'45"24 | Q    |
| 2         | -      | Slobodan Popovic | Jugoslavia    | 1'45"30 | Q    |
| 3         | -      | Babacar Niang    | Senegal       | 1'45"38 | Q    |
| 4         | -      | Nixon Kiprotich  | Kenya         | 1'45"68 | Q    |
| 5         | -      | Pablo Squella    | Cile          | 1'46"45 |      |
| 6         | -      | Steve Cram       | Gran Bretagna | 1'46"47 |      |
| 7         | -      | Robin Van Helden | Paesi Bassi   | 1'46"61 |      |
| 8         | -      | Tomás de Teresa  | Spagna        | 1'48"01 |      |

### 4º Quarto
| Posizione | Corsia | Nome              | Nazionalità    | Tempo   | Note |
| --------- | ------ | ----------------- | -------------- | ------- | ---- |
| 1         | -      | Donato Sabia      | Italia         | 1'46"58 | Q    |
| 2         | -      | Peter Elliott     | Gran Bretagna  | 1'46"61 | Q    |
| 3         | -      | Álvaro Silva      | Portogallo     | 1'46"65 | Q    |
| 4         | -      | Peter Braun       | Germania Ovest | 1'46"86 | Q    |
| 5         | -      | Ahmed Belkessan   | Algeria        | 1'46"93 |      |
| 6         | -      | Ryszard Ostrowski | Polonia        | 1'47"72 |      |
| 7         | -      | Coloman Trabado   | Spagna         | 1'48"12 |      |
| 8         | -      | Melford Homela    | Zimbabwe       | 1'49"62 |      |

## Semifinali
Domenica 25 settembre 1988.

### 1ª semifinale
| Posizione | Nome             | Nazionalità    | Tempo   | Note |
| --------- | ---------------- | -------------- | ------- | ---- |
| 1         | Paul Ereng       | Kenya          | 1'44"55 | , Q  |
| 2         | Joaquim Cruz     | Brasile        | 1'44"75 | Q    |
| 3         | Donato Sabia     | Italia         | 1'44"90 | Q    |
| 4         | Peter Elliott    | Gran Bretagna  | 1'44"94 | Q    |
| 5         | Babacar Niang    | Senegal        | 1'45"09 |      |
| 6         | Slobodan Popovic | Jugoslavia     | 1'45"11 |      |
| 7         | Simon Hoogewerf  | Canada         | 1'47"30 |      |
| 8         | Peter Braun      | Germania Ovest | 1'47"43 |      |

### 2ª semifinale
| Posizione | Nome               | Nazionalità | Tempo   | Note                          |
| --------- | ------------------ | ----------- | ------- | ----------------------------- |
| 1         | Nixon Kiprotich    | Kenya       | 1'44"71 | , Q                           |
| 2         | Saïd Aouita        | Marocco     | 1'44"99 | Q                             |
| 3         | Jose Barbosa       | Brasile     | 1'44"79 | Q                             |
| 4         | Johnny Gray        | Stati Uniti | 1'45"04 | Q                             |
| 5         | Álvaro Silva       | Brasile     | 1'45"12 | Miglior prestazione personale |
| 6         | Cheikh H. T. Boye  | Senegal     | 1'45"93 | Miglior prestazione personale |
| 7         | Réda Abdenouz      | Algeria     | 1'45"95 |                               |
| 8         | Ibrahim Okash Omar | Somalia     | 1'46"62 | [ 2 ]                         |

## Finale
| Record mondiale      | Sebastian Coe | 1'41"73 | Firenze     | 10 giugno 1981 |
| Record olimpico      | Joaquim Cruz  | 1'43"00 | Los Angeles | 6 agosto 1984  |
| Capolista stagionale | Johnny Gray   | 1'42"65 | Zurigo      | 17 agosto 1988 |

Lunedì 26 settembre 1988, Stadio olimpico di Seul.
| Pos. | Corsia | Atleta          | Età | Nazione       | Tempo   | Note                          |
| ---- | ------ | --------------- | --- | ------------- | ------- | ----------------------------- |
|      | -      | Paul Ereng      | 21  | Kenya         | 1'43"45 | Miglior prestazione personale |
|      | -      | Joaquim Cruz    | 25  | Brasile       | 1'43"90 |                               |
|      | -      | Saïd Aouita     | 28  | Marocco       | 1'44"06 |                               |
| 4    | -      | Peter Elliott   | 25  | Gran Bretagna | 1'44"12 |                               |
| 5    | -      | Johnny Gray     | 28  | Stati Uniti   | 1'44"80 |                               |
| 6    | -      | Jose Barbosa    | 27  | Brasile       | 1'46"39 |                               |
| 7    | -      | Donato Sabia    | 25  | Italia        | 1'48"03 |                               |
| 8    | -      | Nixon Kiprotich | 25  | Kenya         | 1'49"55 |                               |